# Astacoides crosnieri
Astacoides crosnieri é uma espécie de crustáceo da família Parastacidae.
É endémica de Madagáscar.